# Wilhelm Koch (Politiker, 1922)
Wilhelm Koch (* 25. November 1922 in Hanau; † 8. März 1977) war ein hessischer Politiker (SPD) und ehemaliger Abgeordneter des Hessischen Landtags.

## Ausbildung und Beruf
Wilhelm Koch machte nach der Volksschule eine Maurerlehre. Von Oktober 1941 bis November 1946 leistete er als Pionier Kriegsdienst und geriet danach in Kriegsgefangenschaft. Seit 1947 war er Mitglied der IG Bau-Steine-Erden, Arbeitnehmervertreter im Vorstand der Innungskrankenkasse Kassel und im Vorstand des Landesverbandes der IKK in Hessen. Seit Juli 1962 arbeitete er als Gewerkschaftsangestellter der IG Bau-Steine-Erden.

## Politik
Wilhelm Koch war Mitglied der SPD und für diese vom 1. November 1960 bis zum 31. Oktober 1972 Stadtverordneter in Kassel.
Vom 1. Dezember 1966 bis zum 8. März 1977 war er Mitglied des Hessischen Landtags und dort vom 8. Dezember 1970 bis zum 8. März 1977 stellvertretender Vorsitzender der SPD-Landtagsfraktion. 1969 war er Mitglied der 5. und 1974 der 6. Bundesversammlung.